# سیارک ۱۸۹۵۰
سیارک ۱۸۹۵۰ (به انگلیسی: 18950 Marakessler، نامگذاری:2000QX95) هجده هزار و نهصد و پنجاهمین سیارک کشف شده‌است که در ۲۶ اوت ۲۰۰۰ کشف شد.
قدر مطلق سیارک برابر ۱۴.۸ است.